# Appendicula
Appendicula é um género botânico pertencente à família das orquídeas (Orchidaceae).

## Espécies
1. Appendicula aberrans Schltr., Repert. Spec. Nov. Regni Veg. Beih. 1: 343 (1912).
2. Appendicula adnata J.J.Sm., Bull. Dép. Agric. Indes Néerl. 15: 21 (1908).
3. Appendicula alatocaulis P.O'Byrne & J.J.Verm., Malayan Orchid Rev. 36: 70 (2002).
4. Appendicula alba Blume, Bijdr.: 299 (1825).
5. Appendicula anceps Blume, Bijdr.: 299 (1825).
6. Appendicula angustifolia Blume, Bijdr.: 301 (1825).
7. Appendicula annamensis Guillaumin, Bull. Soc. Bot. France 77: 340 (1930).
8. Appendicula anomala (Schltr.) Schltr., Repert. Spec. Nov. Regni Veg. Beih. 1: 342 (1912).
9. Appendicula babiensis J.J.Sm., Bot. Jahrb. Syst. 48: 102 (1912).
10. Appendicula baliensis J.J.Sm., Bull. Jard. Bot. Buitenzorg, III, 9: 152 (1927).
11. Appendicula bilobulata J.J.Wood, Contr. Univ. Michigan Herb. 21: 315 (1997).
12. Appendicula biumbonata Schltr., Repert. Spec. Nov. Regni Veg. Beih. 1: 346 (1912).
13. Appendicula bracteosa Rchb.f. in B.Seemann, Fl. Vit.: 299 (1868).
14. Appendicula brevimentum J.J.Sm., Bull. Jard. Bot. Buitenzorg, III, 2: 36 (1920).
15. Appendicula buxifolia Blume, Bijdr.: 300 (1825).
16. Appendicula calcarata Ridl., J. Linn. Soc., Bot. 31: 302 (1896).
17. Appendicula calcicola Schltr., Repert. Spec. Nov. Regni Veg. Beih. 1: 354 (1912).
18. Appendicula callifera J.J.Sm., Bull. Dép. Agric. Indes Néerl. 19: 3 (1908).
19. Appendicula carinifera Schltr., Repert. Spec. Nov. Regni Veg. Beih. 1: 343 (1912).
20. Appendicula carnosa Blume, Bijdr.: 300 (1825).
21. Appendicula celebica (Schltr.) Schltr., Repert. Spec. Nov. Regni Veg. Beih. 1: 336 (1912).
22. Appendicula cleistogama Schltr., Repert. Spec. Nov. Regni Veg. Beih. 1: 338 (1912).
23. Appendicula clemensiae (Ames) Ames, Philipp. J. Sci., C 8: 415 (1913 publ. 1914).
24. Appendicula concava Schltr., Repert. Spec. Nov. Regni Veg. Beih. 1: 347 (1912).
25. Appendicula congenera Blume, Bijdr.: 303 (1825).
26. Appendicula congesta Ridl., Trans. Linn. Soc. London, Bot. 4: 239 (1894).
27. Appendicula cornuta Blume, Bijdr.: 302 (1825).
28. Appendicula crispa J.J.Sm., Bull. Jard. Bot. Buitenzorg, III, 11: 127 (1931).
29. Appendicula cristata Blume, Bijdr.: 298 (1825).
30. Appendicula crotalina (Ames) Schltr., Repert. Spec. Nov. Regni Veg. Beih. 1: 336 (1912).
31. Appendicula cuneata Ames, Schedul. Orchid. 6: 44 (1923).
32. Appendicula dajakorum J.J.Sm., Bull. Jard. Bot. Buitenzorg 8: 44 (1926).
33. Appendicula damusensis J.J.Sm., Bull. Jard. Bot. Buitenzorg, II, 8: 44 (1912).
34. Appendicula dendrobioides (Schltr.) Schltr., Repert. Spec. Nov. Regni Veg. Beih. 1: 354 (1912).
35. Appendicula densifolia (Ridl.) Ridl., Fl. Malay Penins. 4: 197 (1924).
36. Appendicula djamuensis Schltr., Repert. Spec. Nov. Regni Veg. Beih. 1: 346 (1912).
37. Appendicula effusa (Schltr.) Schltr., Repert. Spec. Nov. Regni Veg. Beih. 1: 336 (1912).
38. Appendicula elegans Rchb.f., Bonplandia (Hannover) 5: 41 (1857).
39. Appendicula elmeri (Ames) Ames, Philipp. J. Sci., C 8: 416 (1913 publ. 1914)".
40. Appendicula fallax Schltr., Repert. Spec. Nov. Regni Veg. Beih. 1: 351 (1912).
41. Appendicula fasciculata J.J.Sm., Repert. Spec. Nov. Regni Veg. 12: 405 (1913).
42. Appendicula fenixii (Ames) Schltr., Repert. Spec. Nov. Regni Veg. Beih. 1: 336 (1912).
43. Appendicula flaccida (Schltr.) Schltr., Repert. Spec. Nov. Regni Veg. Beih. 1: 351 (1912).
44. Appendicula floribunda (Schltr.) Schltr., Repert. Spec. Nov. Regni Veg. Beih. 1: 355 (1912).
45. Appendicula foliosa Ames & C.Schweinf. in O.Ames, Orchidaceae 6: 145 (1920).
46. Appendicula fractiflexa J.J.Wood in J.J.Wood & al., Pl. Mt. Kinabalu 2(Orchids): 89 (1993).
47. Appendicula furfuracea J.J.Sm., Repert. Spec. Nov. Regni Veg. 12: 123 (1913).
48. Appendicula gjellerupii J.J.Sm., Nova Guinea 14: 369 (1929).
49. Appendicula gracilis Aver., Bot. Zhurn. (Moscow & Leningrad) 82(3): 137 (1997).
50. Appendicula grandifolia Schltr., Repert. Spec. Nov. Regni Veg. Beih. 1: 339 (1912).
51. Appendicula hexandra (J.König) J.J.Sm., Bull. Jard. Bot. Buitenzorg, III, 12: 119 (1932).
52. Appendicula humilis Schltr., Repert. Spec. Nov. Regni Veg. Beih. 1: 353 (1912).
53. Appendicula imbricata J.J.Sm., Icon. Bogor. 2: 110B (1903).
54. Appendicula inermis Carr, J. Malayan Branch Roy. Asiat. Soc. 11: 77 (1933).
55. Appendicula infundibuliformis J.J.Sm., Icon. Bogor.: 217 (1906).
56. Appendicula irigensis Ames, Schedul. Orchid. 5: 5 (1923).
57. Appendicula isoglossa Schltr., Repert. Spec. Nov. Regni Veg. Beih. 1: 356 (1912).
58. Appendicula jacobsonii J.J.Sm., Bull. Jard. Bot. Buitenzorg, III, 12: 121 (1932).
59. Appendicula kaniensis Schltr., Repert. Spec. Nov. Regni Veg. Beih. 1: 344 (1912).
60. Appendicula kjellbergii J.J.Sm., Bot. Jahrb. Syst. 65: 483 (1933).
61. Appendicula krauseana Schltr., Repert. Spec. Nov. Regni Veg. 11: 142 (1912).
62. Appendicula lamprophylla Schltr., Repert. Spec. Nov. Regni Veg. Beih. 1: 340 (1912).
63. Appendicula latilabium J.J.Sm., Orch. Ambon: 89 (1905).
64. Appendicula laxifolia J.J.Sm., Bot. Jahrb. Syst. 65: 480 (1933).
65. Appendicula leytensis Ames, Schedul. Orchid. 6: 47 (1923).
66. Appendicula linearifolia Ames & C.Schweinf. in O.Ames, Orchidaceae 6: 147 (1920).
67. Appendicula linearis J.J.Sm., Bot. Jahrb. Syst. 65: 481 (1933).
68. Appendicula longa J.J.Sm., Orch. Java: 531 (1905).
69. Appendicula longibracteata Ridl., J. Fed. Malay States Mus. 8(4): 111 (1917).
70. Appendicula longirostrata Ames & C.Schweinf. in O.Ames, Orchidaceae 6: 149 (1920).
71. Appendicula lucbanensis (Ames) Ames, Philipp. J. Sci., C 8: 415 (1913 publ. 1914).
72. Appendicula lucida Ridl., J. Linn. Soc., Bot. 32: 392 (1896).
73. Appendicula lutea Schltr., Repert. Spec. Nov. Regni Veg. Beih. 1: 350 (1912).
74. Appendicula luzonensis (Ames) Ames, Philipp. J. Sci., C 8: 415 (1913 publ. 1914).
75. Appendicula magnibracteata Ames & C.Schweinf. in O.Ames, Orchidaceae 6: 151 (1920).
76. Appendicula malindangensis (Ames) Schltr., Repert. Spec. Nov. Regni Veg. Beih. 1: 337 (1912).
77. Appendicula maquilingensis Ames, Philipp. J. Sci., C 8: 417 (1913).
78. Appendicula merrillii Ames, Philipp. J. Sci., C 8: 418 (1913 publ. 1914).
79. Appendicula micrantha Lindl., Ann. Mag. Nat. Hist. 15: 386 (1845).
80. Appendicula minutiflora Ames & C.Schweinf. in O.Ames, Orchidaceae 6: 153 (1920).
81. Appendicula negrosiana (Ames) Ames, Philipp. J. Sci., C 8: 416 (1913 publ. 1914).
82. Appendicula neohibernica Schltr., Repert. Spec. Nov. Regni Veg. Beih. 1: 352 (1912).
83. Appendicula nivea (Schltr.) Schltr., Repert. Spec. Nov. Regni Veg. Beih. 1: 343 (1912).
84. Appendicula oblonga Schltr., Repert. Spec. Nov. Regni Veg. Beih. 1: 353 (1912).
85. Appendicula ovalis (Schltr.) J.J.Sm. ex Mansf., Repert. Spec. Nov. Regni Veg. Beih. 74: 3 (1934).
86. Appendicula padangensis Schltr., Notizbl. Bot. Gart. Berlin-Dahlem 8: 19 (1921).
87. Appendicula palustris J.J.Sm., Bull. Dép. Agric. Indes Néerl. 19: 4 (1908).
88. Appendicula pandurata (Schltr.) Schltr., Repert. Spec. Nov. Regni Veg. Beih. 1: 336 (1912).
89. Appendicula patentissima J.J.Sm., Nova Guinea 14: 369 (1929).
90. Appendicula pauciflora Blume, Bijdr.: 300 (1825).
91. Appendicula pendula Blume, Bijdr.: 298 (1825).
92. Appendicula penicillata Blume, Rumphia 4: 46 (1849).
93. Appendicula perplexa (Ames) Ames, Philipp. J. Sci., C 8: 415 (1913 publ. 1914).
94. Appendicula peyeriana Kraenzl., Gard. Chron. 1891(2): 669 (1891).
95. Appendicula pilosa J.J.Sm., Icon. Bogor. 2: 53 (1903).
96. Appendicula podochiloides J.J.Sm., Blumea 5: 702 (1945).
97. Appendicula polita J.J.Sm., Bull. Dép. Agric. Indes Néerl. 22: 41 (1909).
98. Appendicula polyantha Ames, Schedul. Orchid. 5: 6 (1923).
99. Appendicula polyphylla Schltr., Repert. Spec. Nov. Regni Veg. Beih. 1: 345 (1912).
100. Appendicula polystachya (Schltr.) Schltr., Repert. Spec. Nov. Regni Veg. Beih. 1: 356 (1912).
101. Appendicula pseudopendula (Schltr.) Schltr., Repert. Spec. Nov. Regni Veg. Beih. 1: 348 (1912).
102. Appendicula purpurascens Blume, Bijdr.: 302 (1825).
103. Appendicula purpureifolia J.J.Sm., Bull. Jard. Bot. Buitenzorg, III, 8: 43 (1926).
104. Appendicula ramosa Blume, Bijdr.: 299 (1825).
105. Appendicula recondita J.J.Sm., Bull. Jard. Bot. Buitenzorg, III, 11: 128 (1931).
106. Appendicula reflexa Blume, Bijdr.: 301 (1825).
107. Appendicula rostellata J.J.Sm., Icon. Bogor. 4: 13 (1910).
108. Appendicula rostrata J.J.Sm., Nova Guinea 12: 452 (1916).
109. Appendicula rubens (Schltr.) Schltr., Repert. Spec. Nov. Regni Veg. Beih. 1: 336 (1912).
110. ppendicula rupestris Ridl., J. Linn. Soc., Bot. 32: 391 (1896).
111. ppendicula rupicola (Ridl.) Rolfe, J. Linn. Soc., Bot. 42: 159 (1914).
112. ppendicula salicifolia J.J.Sm., Bot. Jahrb. Syst. 65: 482 (1933).
113. ppendicula schlechteri J.J.Sm. ex Ormerod, Oasis 2(3): 8 (2002).
114. ppendicula sepikiana Schltr., Bot. Jahrb. Syst. 58: 90 (1922).
115. Appendicula seranica J.J.Sm., Bull. Jard. Bot. Buitenzorg, III, 10: 139 (1928).
116. Appendicula spathilabris J.J.Sm., Bull. Jard. Bot. Buitenzorg, III, 11: 129 (1931).
117. Appendicula steffensiana (Schltr.) J.J.Sm., Nova Guinea 8: 119 (1909).
118. Appendicula tagalensium Kraenzl., Ann. K. K. Naturhist. Hofmus. 30: 65 (1916).
119. Appendicula tenuifolia J.J.Wood, Kew Bull. 39: 90 (1984).
120. Appendicula tenuispica (Schltr.) Schltr., Repert. Spec. Nov. Regni Veg. Beih. 1: 350 (1912).
121. Appendicula theunissenii J.J.Sm., Bull. Jard. Bot. Buitenzorg, III, 5: 63 (1922).
122. Appendicula torricelliana Schltr., Repert. Spec. Nov. Regni Veg. Beih. 1: 337 (1912).
123. Appendicula torta Blume, Bijdr.: 303 (1825).
124. Appendicula triloba (Schltr.) Schltr., Repert. Spec. Nov. Regni Veg. Beih. 1: 341 (1912).
125. Appendicula uncata Ridl., J. Linn. Soc., Bot. 32: 390 (1896).
126. Appendicula undulata Blume, Bijdr.: 301 (1825).
127. Appendicula vanimoensis Ormerod, Oasis 2(4): 3 (2003).
128. Appendicula verruculifera J.J.Sm., Bull. Jard. Bot. Buitenzorg, III, 8: 56 (1926).
129. Appendicula weberi Ames, Philipp. J. Sci., C 8: 418 (1913 publ. 1914).
130. Appendicula werneri Schltr., Repert. Spec. Nov. Regni Veg. 17: 376 (1921).
131. Appendicula xytriophora Rchb.f. in B.Seemann, Fl. Vit.: 299 (1868).